# Le Vieux qui lisait des romans d'amour (film)
Pour plus de détails, voir Fiche technique et Distribution.
Le Vieux qui lisait des romans d'amour (The Old Man Who Read Love Stories) est un film australien réalisé par Rolf de Heer, sorti en 2001. C'est l'adaptation du roman du même nom de Luis Sepúlveda paru en 1992.

## Fiche technique
- Titre original : The Old Man Who Read Love Stories
- Titre français : Le Vieux qui lisait des romans d'amour
- Réalisation : Rolf de Heer
- Scénario : Rolf de Heer d'après le roman Le Vieux qui lisait des romans d'amour de Luis Sepúlveda
- Pays d'origine : Australie
- Format : Couleurs - 35 mm - 2,35:1 - Dolby Digital
- Genre : aventure, drame
- Durée : 115 minutes
- Date de sortie : 2001

## Distribution
- Richard Dreyfuss : Antonio Bolivar
- Timothy Spall : Luis Agalla, le maire
- Hugo Weaving : Rubicondo, le dentiste
- Cathy Tyson (en) :
- Victor Bottenbley : Nushino
- Fede Celada : Juan
- Luis Hostalot : Manuel
- Guillermo Toledo : Onecen

## Tournage
Le film a été entièrement tourné en Guyane, notamment à Dégrad-Edmond sur la commune de Roura.